# Ludger tom Ring l'Ancien
Pour les articles homonymes, voir Ludger (homonymie).
Ludger tom Ring, dit l'Ancien est un peintre, graveur et décorateur allemand, actif principalement à Münster, de 1496 à 1547.

## Biographie
Il a été formé en partie aux Pays-Bas et s'établit comme maître à Münster, au plus tard en 1520. Cette année là il épousa Anna Rorup dont il a eu huit enfants.
En 1521, il accueille comme compagnon dans son atelier le peintre et graveur Heinrich Aldegraver, âgé alors de 19 ans.

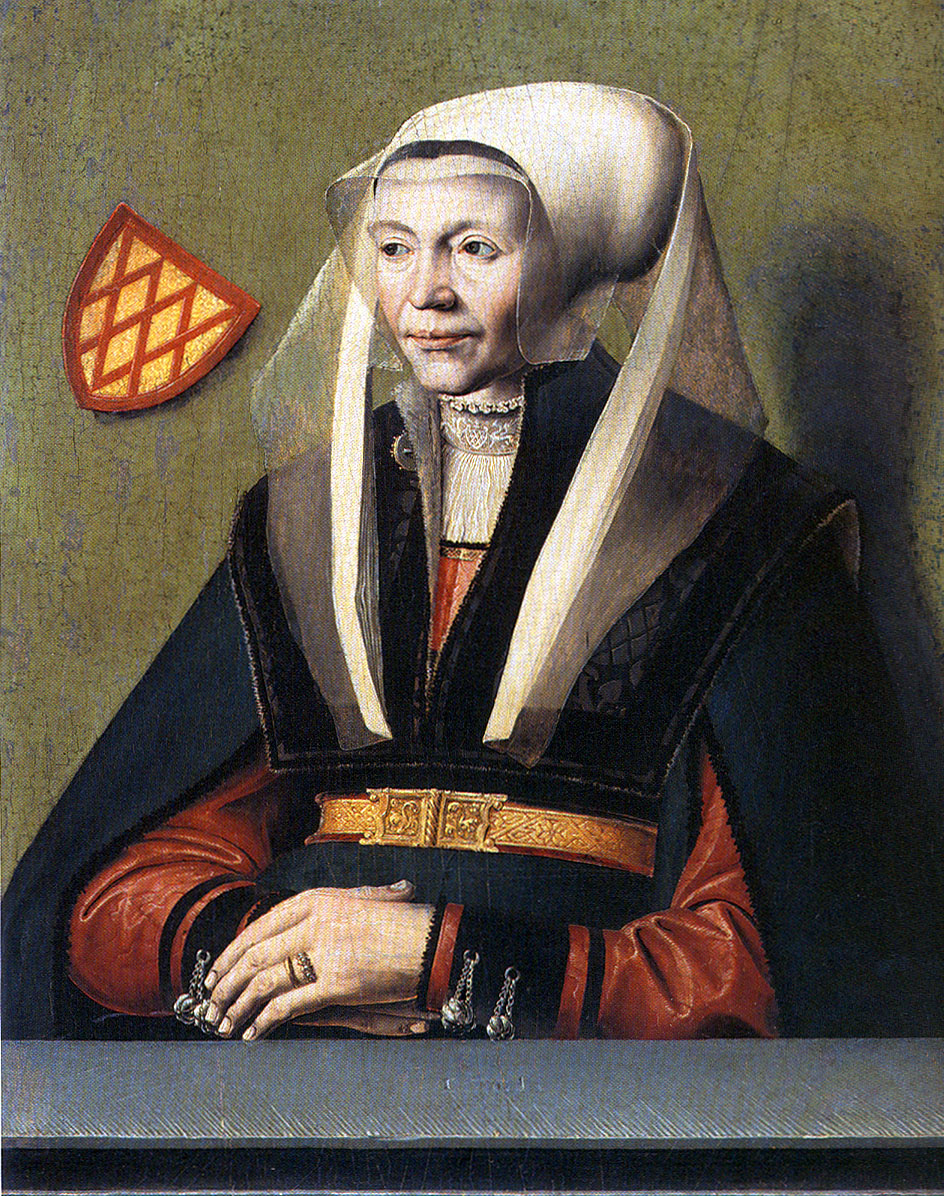
Anna tom Ring, 1541, Cologne

Il quitte la ville en 1533 lors de la révolte de Münster fomentée par les anabaptistes partisans de l'Iconoclasme, mais il y revient après le rétablissement du catholicisme.
Il reçoit de nombreuses commandes de peintures murales, de tableaux, de travaux de décoration. Outre ses compositions religieuses, il a peint de nombreux portraits. 
Ludger et sa femme sont morts tous les deux d'une épidémie le dimanche des Rameaux 1547. Trois de leurs fils sont connus comme peintres, Hermann tom Ring (Münster 1521 – id. 1596), Ludger tom Ring, dit le Jeune (Münster 1522 – id. 1584) et Herbert tom Ring (Münster v. 1530 - 1593).

## Œuvre
Sa série des sibylles comporte quinze tableaux représentant des sibylles et des prophètes païens, annonçant la venue du Christ. Ils décoraient le chœur de la cathédrale de Münster. Quelques-uns dont La Sibylle de Cumes, sont au musée de Münster, La Sibylle delphique est au Louvre. Les sibylles semblent avoir connu un certain succès, car elles furent reprises par ses fils.
Selon une hypothèse récente, les tableaux de cette série seraient des copies réalisées par Ludger tom Ring d'après une première série peinte par Robert Campin en 1435, et endommagée lors des désordres anabaptistes de 1534. Il existe une deuxième série répétée vers 1570, avec quelques variantes, par son fils Hermann (également au musée de Münster).
Certaines de ses œuvres ont été temporairement attribuées à Holbein le Jeune.

### Œuvres conservées
- Exemples de sibylles peintes par Ludger tom Ring sur le site russe Kavery
- La Sibylle Delphique, bois, 44 × 31 cm, Musée du Louvre
- Portrait d'un architecte [son fils Hermann], v. 1541, huile sur panneau, 38 × 31 cm, musées de Berlin
- Portrait d'Anna tom Ring [sa femme], huile sur panneau, 39 × 31 cm, Westphalian State Museum of Art and Cultural History, Cologne